# Campeonato Sul-Americano de Voleibol Feminino Sub-22 de 2014
O  Campeonato Sul-Americano de Voleibol Feminino Sub-22 de 2014, é a primeira edição da categoria Sub-22, mais tarde Sub-23,  que foi disputada por seis seleções sul-americanas , competição  que será realizada bienalmente, cuja entidade organizadora é a  Confederação Sul-Americana de Voleibol, Coliseo Menor del Complejo Deportivo de Popayán ,  na cidade colombiana de Popayán, entre 20 a 24 de agosto.Esta edição foi vencida pela Seleção Brasileira e que juntamente com a representação colombiana alcançaram qualificação para o Campeonato Mundial Sub-23 de 2015 na Turquia, e a ponteira peruana Ángela Leyva recebeu o prêmio de Melhor Jogadora da competição.

## Seleções participantes
As seguintes seleções confirmaram participação no Campeonato Sul-Americano Sub-22 de 2014 :
| Equipe    | Última participação |
| --------- | ------------------- |
| Colômbia  | (Sede)              |
| Argentina | estreante           |
| Brasil    | estreante           |
| Chile     | estreante           |
| Peru      | estreante           |
| Venezuela | estreante           |

## Fase única
Classificação
- Local: Coliseo Menor del Complejo Deportivo de Popayán -Colômbia

|     |           |     | Jogos | Jogos | Jogos | Resultados | Resultados | Resultados | Resultados | Resultados | Resultados | Sets | Sets | Sets  | Pontos | Pontos | Pontos |
| Pos | Equipe    | Pts | T     | V     | D     | 3–0        | 3–1        | 3–2        | 2–3        | 1–3        | 0–3        | V    | P    | R     | V      | P      | R      |
| --- | --------- | --- | ----- | ----- | ----- | ---------- | ---------- | ---------- | ---------- | ---------- | ---------- | ---- | ---- | ----- | ------ | ------ | ------ |
| 1   | Brasil    | 15  | 5     | 5     | 0     | 5          | 0          | 0          | 0          | 0          | 0          | 15   | 0    | MAX   | 375    | 210    | 1.786  |
| 2   | Colômbia  | 12  | 5     | 4     | 1     | 3          | 1          | 0          | 0          | 0          | 1          | 12   | 4    | 3,000 | 356    | 308    | 1.156  |
| 3   | Peru      | 8   | 5     | 3     | 2     | 1          | 1          | 1          | 0          | 0          | 2          | 9    | 9    | 1,000 | 389    | 369    | 1.054  |
| 4   | Argentina | 7   | 5     | 2     | 3     | 1          | 1          | 0          | 1          | 0          | 2          | 8    | 10   | 0.800 | 371    | 381    | 0.974  |
| 5   | Chile     | 3   | 5     | 1     | 4     | 1          | 0          | 0          | 0          | 2          | 2          | 5    | 12   | 0.417 | 301    | 403    | 0.747  |
| 6   | Venezuela | 0   | 5     | 0     | 5     | 0          | 0          | 0          | 0          | 1          | 4          | 1    | 15   | 0.067 | 277    | 398    | 0.696  |

| Data   | Hora  |              | Placar |             | Set 1 | Set 2 | Set 3 | Set 4 | Set 5 | Total   | Relatório |
| ------ | ----- | ------------ | ------ | ----------- | ----- | ----- | ----- | ----- | ----- | ------- | --------- |
| 20 ago | 15:00 | 'Peru '      | 3–2    | Argentina   | 18–25 | 25–21 | 25–21 | 21–25 | 15–10 | 104–102 | 104–102   |
| 20 ago | 17:00 | Chile        | 0–3    | ' Brasil'   | 14–25 | 14–25 | 9–25  |       |       | 37–75   | 37–75     |
| 20 ago | 21:00 | Venezuela    | 1–3    | ' Colômbia' | 25–23 | 13–25 | 15–25 | 20–25 |       | 73–98   | 73–98     |
| 21 ago | 15:00 | 'Brasil '    | 3–0    | Peru        | 25–17 | 25-21 | 25–12 |       |       | 75–29   | 75–50     |
| 21 ago | 17:00 | 'Argentina ' | 3–0    | Venezuela   | 25–17 | 25–13 | 25–19 |       |       | 75–49   | 75–49     |
| 21 ago | 19:00 | 'Colômbia '  | 3–0    | Chile       | 25–15 | 25–12 | 25–15 |       |       | 75–42   | 75–42     |
| 22 ago | 15:00 | 'Peru '      | 3–1    | Chile       | 24–26 | 25–14 | 25–19 | 25–10 |       | 99–69   | 99–69     |
| 22 ago | 17:00 | 'Brasil '    | 3–0    | Venezuela   | 25–22 | 25–17 | 25–12 |       |       | 75–51   | 75–51     |
| 22 ago | 19:00 | Argentina    | 0–3    | ' Colômbia' | 17–25 | 17–25 | 23–25 |       |       | 57–75   | 57–75     |
| 23 ago | 15:00 | 'Chile '     | 3–0    | Venezuela   | 25–16 | 25–18 | 25–22 |       |       | 75–56   | 75–56     |
| 23 ago | 17:00 | 'Brasil '    | 3–0    | Argentina   | 25–11 | 25–16 | 25–12 |       |       | 75–39   | 75–39     |
| 23 ago | 19:00 | 'Colômbia '  | 3–0    | Peru        | 25–23 | 25–20 | 25–18 |       |       | 75–61   | 75–61     |
| 24 ago | 14:00 | Venezuela    | 0–3    | ' Peru'     | 21–25 | 13–25 | 14–25 |       |       | 48–75   | 48–75     |
| 24 ago | 16:00 | 'Argentina ' | 3–1    | Chile       | 25–19 | 25–13 | 23–25 | 25–21 |       | 98–78   | 98–78     |
| 24 ago | 18:00 | Colômbia     | 0–3    | ' Brasil'   | 13–25 | 8–25  | 12–25 |       |       | 33–75   | 33–75     |

## Classificação final
| Posição | Equipe    |
| ------- | --------- |
| 1       | Brasil    |
| 2       | Colômbia  |
| 3       | Peru      |
| 4       | Argentina |
| 5       | Chile     |
| 6       | Venezuela |

|  | Qualificados para o Mundial Sub-23 de 2015 |

## Prêmios individuais
As seguintes atletas integraram a seleção do campeonato:
| MVP (Most Valuable Player) | Ángela Leyva      | Peru     |
| Oposto                     | Ana Paula Borgo   | Brasil   |
| 1ª Ponteira                | Gabi Souza        | Brasil   |
| 2ª Ponteira                | Amanda Coneo      | Colômbia |
| 1ª Central                 | Ivonne Montaño    | Colômbia |
| 2ª Central                 | Valquíria Dullius | Brasil   |
| Levantadora                | Juma Silva        | Brasil   |
| Líbero                     | Camila Gómez      | Colômbia |